# Sylvio Diatta
Sylvio Siyewoutima Diatta (ur. 25 lutego 2001) – senegalski zapaśnik walczący w stylu wolnym. Zajął dziesiąte miejsce na igrzyskach afrykańskich w 2023. Brązowy medalista mistrzostw Afryki w 2023 i piąty w 2024. Siódmy na igrzyskach frankofońskich w 2023 roku. 